# Breitenbrunn (Alto Palatinato)

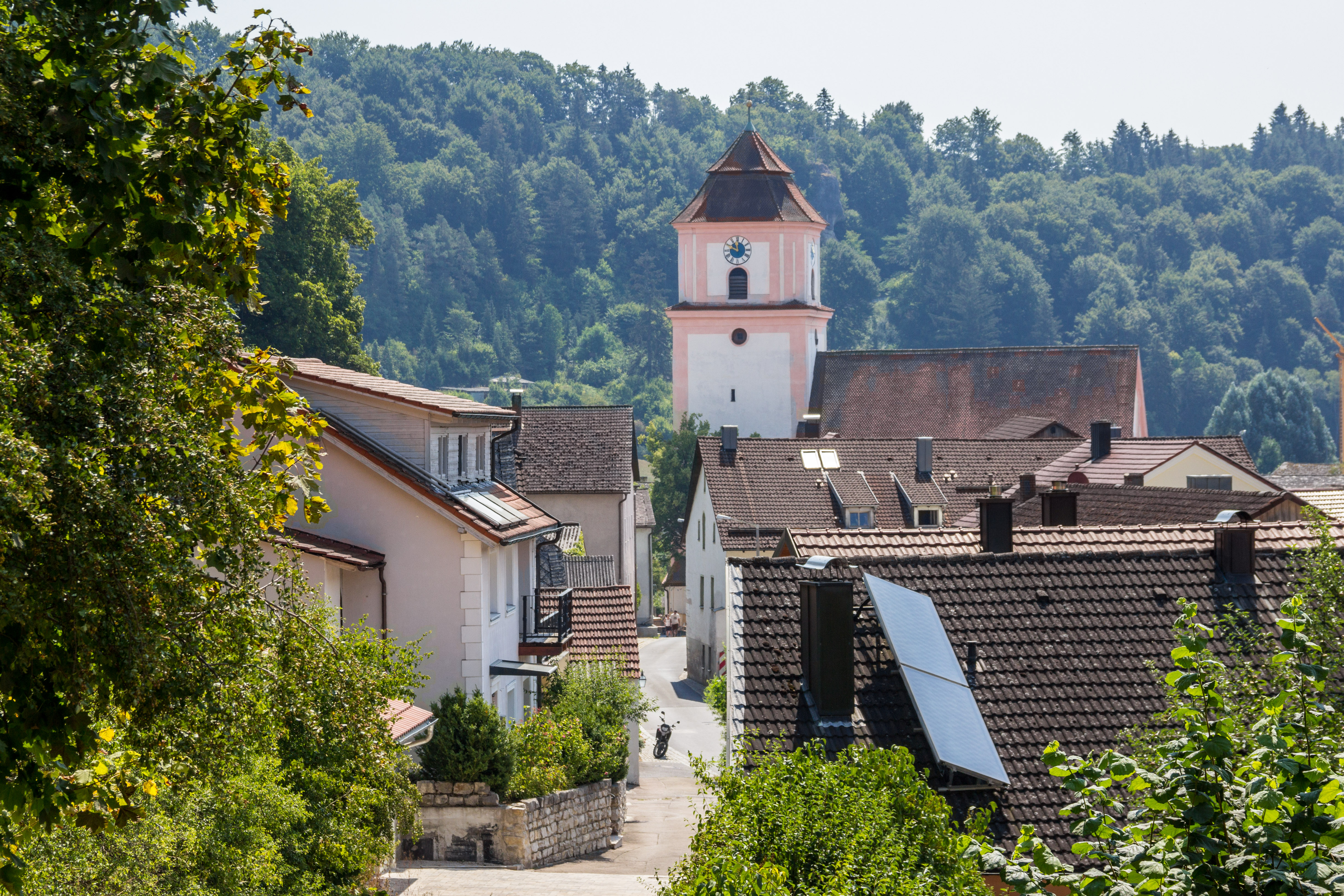
Breitenbrunn

Breitenbrunn è un comune tedesco di 3 491 abitanti, situato nel land della Baviera.